# شیشی (ژاپن)

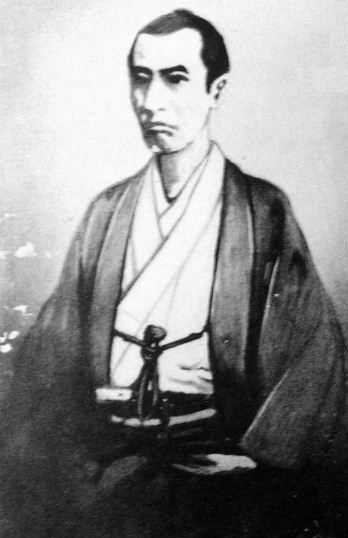
تصویر یوشیدا شوئین یکی از اعضای شی شی

شی شی (به ژاپنی: 志士)از لحاظ لغوی به معنای «مرد هدف بالا» یا شخصی است که می‌خواهد خود را فدا یا وقف کشور و جامعه کند.: 3  به‌طور کلی، به سامورایی‌هایی بدون اربابی گفته می‌شود که طرفدار سون‌نو جوای (حرمت‌گزاری به امپراتور، اخراج اجنبی) بودند و جهت براندازی شوگون سالاری توکوگاوا و روی کار آوردن دولت میجی در اواخر دوره ادو فعالیت می‌کردند. اعضای این گروه را بیشتر رونین‌های (سامورایی‌های بدون ارباب) قلمروهای جنوبی کشور قلمرو توسا، قلمرو ساتسوما و قلمرو چوشو تشکیل می‌دادند.

## تعریف
فرهنگ لغت استاندارد ژاپنی، شیشی را اینگونه تعریف می‌کند: (1) «شخصی با هدف والا»؛ (2) «شخصی با هدف والا که جان خود را برای ملت یا جامعه به خطر می‌اندازد.» بسیاری از شیشی‌ها در کیوتو رونین بودند. بیشتر شیشی‌ها در سال‌های پایانی حکومت توکوگاوا از خاندان‌های قلمرو توسا، قلمرو ساتسوما و قلمرو چوشو و ولایت هیگو بودند. اما این اصطلاح به هیچ وجه محدود به وفاداران به امپراتوری نبود. بسیاری از حامیان توکوگاوا، از جمله سامورایی‌های قلمرو میتو، قلمرو فوکویی، قلمرو آیزو و شینسنگومی، خود را شیشی می‌نامیدند. این عنوان محدود به سامورایی نیز نبود؛ دهقانان، بازرگانان و روحانیونی که جان خود را در هر دو طرف انقلاب به خطر می‌انداختند نیز این عنوان را داشتند.: 8 

## بررسی اجمالی
در دوره باکوماتسو، که شوگون‌سالاری به علت پایان انزوای ژاپن و شعار بیرون راندن خارجیان متزلزل شده بود، تا استقرار دوره میجی شیشی‌ها پیشگام حرکت در راه ساخت و ساز ملی بودند. در ابتدا، شیشی‌ها از ارتباط با کشورهای خارجی متنفر بودند و فکر می‌کردند که از نظر ملی برای ساخت کشور محور قرار دادن امپراتور ضروری است و فکر می‌کردند که شعار سوننو جوئی (احترام به امپراتور، بیرون راندن بیگانگان) باید کاملاً اجرا شود. هنگامی که نیروی مرکزی شوگون‌سالاری به سرعت کاهش یافت، آنها امیدوار شدند که یک دولت متحد با محوریت امپراتور ایجاد کند تا با سرنگونی شوگون‌سالاری جایگزین شود. در نتیجه رویارویی شیشی‌ها با شوگون‌سالاری شدت گرفت و منجر به درگیری شوگون سالاری با قلمروهای قدرتمند نظیر اردوکشی شوگون‌سالاری به قلمروی چوشو شد. سرانجام پس از اتحاد ساتسوما و چوشو، با شکست شوگون‌سالاری در جنگ بوشین شیشی‌ها توانستند شوگون‌سالاری را از میان بردارند.
در سال‌های ۱۸۶۰ تا ۱۸۶۳ ولایت‌های ژاپن با فعالیت تروریستی و انتقام جویانه مخالفان علیه خارجیان و مقامات در ادو پر آشوب بود. این افراد ناراضی خود را آماده کرده بودند تا شمشیر را در راه هدف به کار گیرند و ژاپنیان آنان را شی شی می‌خواندند. کارآمدترین این افراد برای تعلیم از ولایت‌های ژاپن به ادو فرستاده شده یا به خرج خود به ادو می‌آمدند تا در مدارس شمشیرزنی آموزش ببینند. بسیاری از آنان با آموزش‌های متفکران قلمروی میتو مانند فوجیتا توکو (۱۸۰۶–۱۸۵۵) و ارباب قلمروی میتو که سخت و استوار به حفظ غرور ملی و آمادگی نظامی اصرار داشت و تأکید او به قداست امپراتور ژاپن در جای مظهر هویت و بودونبود ژاپن آشنا شدند. همین افراد بودند که ای نائوسوکه مشاور ارشد شوگون را ترور کردند و بسیاری از خارجیان را به پای مرگ انداختند.
ترور ای نائوسوکه در ۳ مارس ۱۸۶۰، در هفتمین سال دوره آنسی رخ داد. ای نائوسوکه در راه قلعه بود که توسط گروهی از رونین‌ها از قلمرو میتو (که اکنون استان ایباراکی نام دارد) و قلمرو ساتسوما، که از جنبشی با هدف پایان دادن به حکومت شوگون‌ها و بازگرداندن قدرت امپراتور حمایت می‌کردند، مورد حمله قرار گرفت و کشته شد. اعتقاد بر این است کهای نائوسوکه به این دلیل هدف قرار گرفت که بدون اجازه امپراتوری، پیمانی را با ایالات متحده امضا کرده بود و فعالان طرفدار امپراتور و ضد شوگون‌ها را، به ویژه در طول پاکسازی آنسی از ۱۸۵۸ تا ۱۸۵۹، به شدت آزار و اذیت می‌کرد.
شیشی انواع مختلفی داشت. بعضی از آنها قاتلانی مانند کاواکامی گنسای، ناکامورا هانجیرو، اوکادا ایزو رویکرد خشونت‌آمیزتری در ادعای عقاید داشتند. به ویژه کاواکامی گنسای به عنوان قاتل ساکوما شوزان، متفکر مشهور غرب‌گرای آن زمان. چندین حمله به غربی‌ها در ژاپن به جنگجویان شیشی و مرتبط با رونین‌ها نسبت داده شده است. در مقاله ای در سال ۲۰۱۳، این قاتلان «تروریست‌های اولیه» به زبان آلمانی (frühe Terroristen) خوانده شده‌اند. از آنجا که آنها ترجیح می‌دادند وحشت را در بین خارجیان گسترش دهند. شیشی‌های تندروتر مانند میابه تیزو، با کم توجهی به ایمنی عمومی، حملات گسترده‌ای را طراحی کردند. خود میابه تیزو یکی از رهبران توطئه بود که توسط شین سن گومی در حادثه ایکه‌دایا خنثی شد. آنها طرح سوزاندن کیوتو در اوج جشن گیئون را داشتند.
شیشی‌های قلمروی میتو مسئول ترور ای نائوسوکه مشاور اعظم (تایرو) در شوگون‌سالاری بودند، که امضاکنندهٔ معاهداتی بود که به نفع کشورهای خارجی بود و یک پسر خردسال را به عنوان شوگون چهاردهم تعیین کرده بود. همچنین زنان و مردان دیگر قلمروی میتو طی ماه مه ۱۸۶۴ تا ژانویه ۱۸۶۵ در شورش میتو مخالفت خود را با شوگون‌سالاری با شعار سوننو جوئی (احترام به امپراتور، بیرون راندن بیگانگان) نشان دادند.: ۴ 
- حادثه ایکه‌دایا
- شین‌سن‌گومی